# Valerie Lim
Valerie Lim (Singapore, 1986) è una modella singaporiana, eletta Miss Universo Singapore 2011 il 10 luglio 2011. La modella è stata incoronata dalla detentrice del titolo uscente, Tania Lim, e si è classificata davanti ad Amanda Leong e Shn Juay, rispettivamente seconda e terza classificata. Valerie Lim ha inoltre vinto il titolo di Miss Body Beautiful.
In precedenza Valerie Lim era stata eletta Miss Terra Singapore 2009 ed aveva partecipato alla nona edizione del concorso di bellezza internazionale Miss Terra 2009. Durante il concorso la modella era riuscita a classificarsi fra le prime sedici semifinaliste della competizione, dalla quale poi è risultata vincitrice  Larissa Ramos, rappresentante del Brasile.. Fra le sue altre partecipazioni a concorsi di bellezza si possono citare Miss Singapore International 2007 (3ª classificata) e Miss Singapore Universe 2008 (top 8).
Laureatasi presso il politecnico Temasek di Singapore, Valerie Lim al momento dell'incoronazione aveva già accumulato alcune esperienze da modella in precedenza, e gestiva un blog di moda, intitolato Dweam, oltre a lavorare come terapeuta comportamentale. In quanto vincitrice del titolo di bellezza nazionale, Valerie Lim ha rappresentato Singapore in occasione di Miss Universo 2011, che si è tenuto a São Paulo, in Brasile, il 12 settembre 2011.